# 裴度
裴度（765年—839年），字中立，河东闻喜县（今山西省运城市闻喜县）人，出自河东裴氏东眷裴。中晚唐時宪宗、穆宗、敬宗、文宗四朝重臣，官至中書令。

## 生平
贞元五年（789年）进士及第，登宏词科，又应贤良方正、能直言极谏科，对策高第，授河阴县尉。唐宪宗元和六年，担任招降魏博节度使田弘正的使节。元和九年（814年），累官至御史中丞。时宪宗在宰相李吉甫、武元衡的支持下，决心力主削平不受朝命的藩镇。淮西（治蔡州，今河南汝南）自李希烈以来，节度使均由军中拥立，专制一方。这一年节度使吴少阳死，子吴元济图谋继立，发兵侵扰邻境，威胁朝廷。宪宗发兵征讨。成德（今河北正定）节度使王承宗、淄青（今山东益都）节度使李师道与吳元济勾结，派遣刺客襲擊上朝途中的大臣，刺死主张讨伐的宰相武元衡，砍伤裴度。宪宗即命裴度代元衡为相，任門下侍郎、同中書門下平章事，主持讨叛军事。
元和十二年（817年），讨叛军打了一次大败仗，宰相李逢吉等以淮西屯兵四年，劳师弊赋，力主罢兵。裴度认为淮西是腹心之疾，必须扫除，且河北藩镇正据此估计朝廷强弱，故不宜中止讨伐，并自请督师。同年八月，裴度以宰相领淮西节度使、淮西宣慰招讨处置使，赴前线，出发时，裴度慷慨誓道：“臣若贼灭，则朝天有期；贼在，则归阙无日。”宪宗为之流泪。这时诸道兵都有宦官监军，诸军将事权不专，裴度奏准罢去监军，加强了统一指挥。十月，名將李晟之子李愬雪夜破蔡州，行軍深入七十里，生擒吳元济。李愬打下蔡州后，迎接裴度进城，拜谒道旁。李愬诚恳说：“蔡人顽悖，不识上下之尊，数十年矣，愿公因而示之，使知朝廷之尊。”淮西既平，河北震慑，諸藩相继归顺。元和十四年，又平定淄青李师道。史称“元和中兴”。
元和十五年（820年），穆宗即位，由于措置不当，河北再乱，裴度被任为镇州行营招讨使，统兵讨伐。当时穆宗昏聩，宰相元稹惧怕裴度得胜归朝，对其仕途有负面影响，故裴度军前奏请事宜，常受阻挠，因此不能取胜。最后，裴度被解除兵权，改任位高职闲的东都（洛阳）留守，长庆四年，虽曾短期入相，亦遭到李逢吉等排挤，不能久任。敬宗即位，颇为赏识裴度，重新拜相，任中書侍郎、同中書門下平章事。敬宗崩后，裴度定策迎立江王李昂为皇帝，是为文宗。太和八年，甘露之变发生后，宦官大肆捕杀李训的亲友、同党，裴度此时上言，全活了许多人。自文宗即位以来，宦官的势力越来越大，年迈的裴度已灰心政事，在洛阳集贤里建造了园林「綠野堂」，与白居易、刘禹锡相唱和。因为德高望重，朝官每次经由洛阳，必定会向裴度问安。开成四年（839年）实拜正二品中书令，封晉國公，取得了唐朝後期少有授予大臣的高位；同年薨，享壽七十六。身後被追贈太傅，諡文忠。宣宗大中（西元847年－860年）年間，配享憲宗廟廷。
裴度以功業著稱，在文學上也有成就。當時韓愈提倡古文，反對“俗下文字”，裴度就持反對的意見，他認為“文之異，在氣格之高下，思致之淺深，不在磔裂章句，隳廢聲韻”，主張“不詭其詞而詞自麗，不異其理而理自新”。

## 軼事
裴度少年時被術士謂面相不佳，後來有一次在香山寺撿到一條玉帶，知道是一個姑娘爲了替父親贖罪而預備的，不慎遺失，就慷慨地還給了她。此後再見術士，謂他面相大有改變，當得富貴壽考，後來果然應驗不爽。這個史稱“裴度還帶”的故事，於頤和園長廊壁畫中有描繪。
武元衡被禍時，同行上朝的裴度得幸免於難（頭部受傷墜河），乃忠僕以身殉故。

## 家庭
曾祖：裴寘
祖父：裴有鄰，濮州濮陽令
父亲：裴淑，河南府澠池丞，累赠太尉。妻清河崔氏，刑部尚书崔隐甫孙女。
弟弟：裴庚，试□衛兵曹参軍、昭義軍節度巡官
妻子：某氏，父为义成军节度使，赠司空
- 长子裴詡，度支郎中[8]，大中四年由散骑常侍出为某镇节度使[9]、太仆卿[10]。妻卢氏，灜莫观察使、太子宾客卢士玫之女[11]。妻卢氏，陕州平陆县尉卢殷女[12]
  - 裴造[13]
- 次子[14]裴譔，字宜業，进士及第，司封、兵部郎中，常、颖二州刺史[15][16]。妻崔氏，谏议大夫清河崔备长女[17]
  - 裴我儿（820年-839年）[18]
  - 裴氏（832年-852年），嫁薛弘休[15]
- 三子裴識（796年—864年），字通理，檢校右僕射、邠宁节度使、晉昭公。妻子崔氏，殿中侍御史内供奉清河崔鄘次女[19]
  - 裴佋，監察御史
  - 裴逈，司封員外郎
    - 裴純懿，掌書記[13]

  - 裴溥[20]
  - 裴氏，嫁李氏[21]
- 裴讓，京兆府参军[22]
  - 裴禹昌，字聖規
- 裴諗，翰林学士、工部侍郎，宣歙觀察使、權知刑部侍郎，吏部侍郎、兼判尚书铨事、国子祭酒[23]。妻卢氏，泽州晋城县尉卢仲文女[24]
  - 裴沼，字化龙
- 裴調
- 裴諴，职方郎中、太子中允[25]
  - 裴光鼎，字德原
- 裴议[26]
- 裴訏，太子中允[27]
  - 裴氏，嫁虢州司兵參軍李仲舒[27]

## 延伸阅读
[在维基数据编辑]
 在维基文库阅读此作者作品（ 在维基共享资源阅览影像）
 《舊唐書/卷170》，出自刘昫《舊唐書》
 《新唐書·卷173》，出自《新唐書》